# Crystal LED Display
Crystal LED Display (CLD, CLED) は、ソニーによって開発され、2012年に発表された、画素にLEDを用いた自発光型ディスプレイである。

## 概要
バックライトにLEDを使用した液晶ディスプレイとは異なり、画素そのものにLEDを使用していることが特徴。画素は無機化合物で構成されているが、無機EL (ILED) とは異なり、画素の構造や発光の仕組みはLEDと同一である。
ソニーが2012年のCESで展示したCrystal LED Displayの試作機では、55インチのフラットパネル上に約600万個（1920×1080×RGB）の微細なLEDを集積し、測定限界以上のコントラスト比と、180度の視野角、液晶の1.4倍の色域を備え、消費電力はプラズマTVの半分以下であるとしている。
ソニーは、極小のLEDを高速で歩留まり良く規則正しく並べ組み立てる生産技術を開発し、Crystal LED Displayの開発を実現したとしている。
2012年に参考出展された時点では、発売時期は未定としている。なお、2013年のIFAではユニット形式による大型化も見据えているとしており、2014年のCESでは有機ELとともに引き続き研究を進めているとしているほか、同年6月の定時株主総会においてはCLDについて「新たなディスプレイのあり方は研究開発している」と前向きな説明を行っている。
2016年5月19日、Crystal LED Displayベースの技術CLEDISを利用したディスプレイステムが2017年1月～3月発売予定と発表された。